# ДСО ИЗОТ
ДСО ИЗОТ (съкращение от ДСО „Изчислителна, Записваща и Организационна Техника“) е българско държавно стопанско обединение, чиито институти и предприятия разработват и произвеждат електронноизчислителни машини за България и страните от СИВ. Създадено е през 1967 г. с основна задача да произвежда калкулатори, организационна техника за офиси и да внедрява нови производства.

## Подразделения
- Централен институт по изчислителна техника (ЦИИТ)
- Завод за изчислителна техника (ЗИТ)
- Завод „Електроника“

За изпълнение на задълженията по линия на СИВ през 1969-1970 г. са изградени 7 нови завода, като всички влизат в състава на ДСО Изот: Завод за магнитни дискови пакети (Пазарджик), Завод за запаметяващи устройства (понастоящем АК Пластроник) (Велико Търново), Завод за инструментална екипировка и нестандартно оборудване (Шумен), Завод за печатни платки (Русе), Завод за периферни устройства (Стара Загора), Завод за запаметяващи устройства (Пловдив), Завод за механични конструкции (Благоевград). По-късно се присъединяват и други новоизградени заводи като Завод за магнитни глави (Разлог), Завод за регистрационна техника (Самоков), Завод за магнитни прахове (Горна Оряховица), Завод за токозахранващи устройства (Харманли), завод „Мехатроника“ (Габрово). Въвежда се стегната система на вътрешна за обединението организация с цел едросерийно производство на изчислителна техника

## Произвеждани компютри
- ЗИТ-151 ЕИМ по лиценз на Fujitsu Facom 230 – 30
- ЕС 1020 – аналог на IBM 360/30
- ЕС 1022 – ЕИМ от единната серия големи изчислителни машини, произвеждани в рамките на СИВ,
- ЕС 1035 – аналог на IBM System/370, 140 – 160 хиляди операции в секунда
- ЕС 1037 – 4-то поколение големи изчислителни машини, копие на Magnusen Systems M80/42, съвместим с IBM 4341
- Изот 310 – PDP 8L
- Изот 1016 (или по означения на СИВ СМ-4) – аналог на PDP-11, най-масово произвежданата изчислителна „малка“ машина в завод „Електроника“ София. Има монтирани машини в СССР, Куба, Зимбабве, Сев. Корея и др.
- Изот 1055С – DEC VAX 11/730
- Изот 1055C – VAX 11/750
- Изот 1056С – VAX 11/780
- Изот-1030C – Intellec Series II, Model 230, с процесор, съвместим с Интел 8086
- Изот-1031C – Atari 3 съвместим с процесор Z80 / U880 с вградени мониторът и 8" флопидисково устройство в една кутия
- Изот 1036C (EС 1831) – IBM PC съвместим
- Изот 1037С (ЕС 1832) – IBM PC/XT
- Изот-1039С – микро VAX, незавършена разработка